# June Jedicke-Zehr
June Jedicke-Zehr (1963.), kanadska astronomka amaterka. Braća su joj poznati kanadski astronom amater Peter Jedicke (1955.) i Robert Jedicke (1963.), otkrivatelj kometa. June je često sudjelovala s braćom u promatračkim sesijama.
  Ovoj obitelji u čast nazvan je 5899 Jedicke.